# Панетта, Леон
Лео́н Э́двард Пане́тта (англ. Leon Edward Panetta; род. 28 июня 1938, Монтерей, США) — американский политический, государственный, военный деятель, юрист, профессор, министр обороны США с 1 июля 2011 года по 27 февраля 2013 года, прежде директор ЦРУ с 13 февраля 2009 года по 30 июня 2011 года. Бывший глава администрации Белого Дома при президенте Клинтоне (1994—1997). Возглавлял собственный Институт общественной политики Леона и Сильвии Панетта.

## Биография

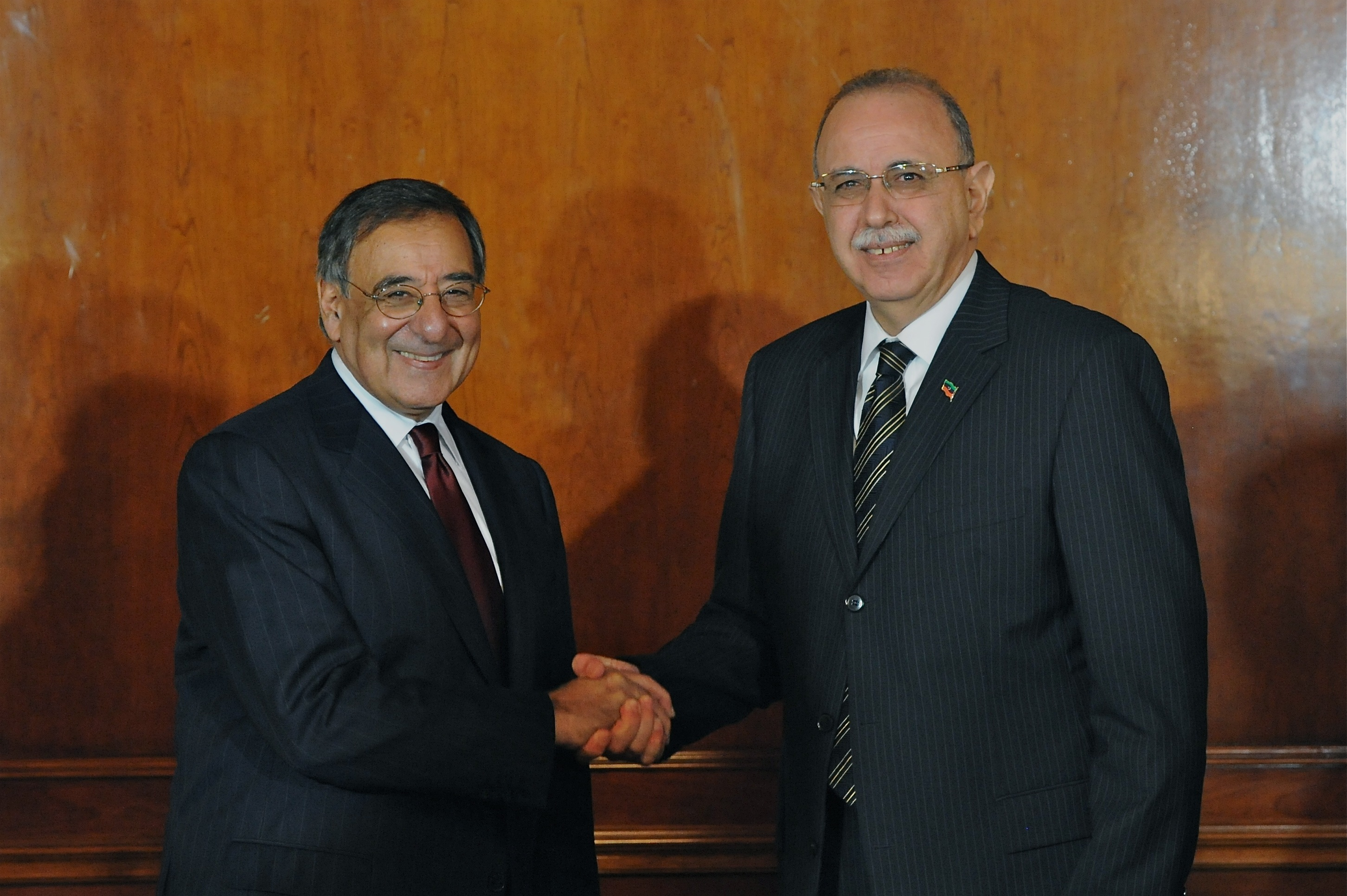
Встреча с премьер-министром ПНС Ливии Абделем Рахимом аль-Кибом 17 декабря 2011 года

Окончил университет Санта-Клары (Калифорния) (1960, бакалавр политологии magna cum laude). После окончания там же юридической школы в 1963 году получил степень доктора юриспруденции.
В 1969—1970 годах был руководителем управления по защите гражданских прав при министерстве здравоохранения, просвещения и социального обеспечения США. В 1970—1971 годах работал помощником мэра Нью-Йорка.
В 1977—1993 годах был членом Палаты представителей Конгресса США от Калифорнии.
В качестве директора ЦРУ Панетта руководил операцией, которая привела к смерти Усамы бен Ладена.
28 апреля 2011 года президент Обама объявил о выдвижении кандидатуры Панетты на пост министра обороны США, так как министр обороны Роберт Гейтс уходит в отставку. 21 июня 2011 года Сенат США единогласно утвердил Панетту в качестве следующего министра обороны США, и он приступил к обязанностям после того, как Роберт Гейтс покинул этот пост 30 июня. На посту директора Центрального разведывательного управления Панетту сменил Дэвид Петреус.
Панетта хорошо разбирается в бюджетных вопросах, и президент Обама хотел, чтобы он провел через Конгресс масштабное сокращение военных расходов (на 400 миллиардов долларов за 12 лет), которое Обама включил в свой план по борьбе с бюджетным дефицитом.
Сын — Джеймс (Джимми) Варни Панетта (род. 1969), член Демократической партии США, с 2017 г. — член Палаты представителей США от штата Калифорния.